# قصر أولاد إدريس
قصر أولاد ادريس هو قصرٌ (قريةٌ محصنة) في المغرب، يقعُ في منطقة امحاميد الغزلان. بني هذا القصر بتقنية التربة المدكوكة، حيثُ استعمل فيه الطين.